# Ville frontière (film)
Pour les articles homonymes, voir Bordertown.
Ne doit pas être confondu avec ville frontalière.
Pour plus de détails, voir Fiche technique et Distribution.
Ville frontière (Bordertown) est un film américain réalisé par Archie Mayo, sorti en 1935.

## Synopsis
Au Mexique, un avocat rayé du barreau se reconvertit en bras droit du gérant d'un casino. L'épouse de ce dernier va manifester un intêret prononcé envers lui.

## Fiche technique
- Titre : Ville frontière
- Titre original : Bordertown
- Réalisation : Archie Mayo
- Scénario : Laird Doyle et Wallace Smith d'après une histoire de Robert Lord inspirée du roman "Border Town" de Carroll Graham
- Production : Hal B. Wallis et Jack L. Warner
- Société de production et de distribution : Warner Bros. Pictures
- Photographie : Tony Gaudio
- Montage : Thomas Richards
- Musique : Bernhard Kaun
- Direction artistique : Jack Okey
- Costumes : Orry-Kelly
- Pays de production : États-Unis
- Format : Noir et blanc - 35 mm - 1,37:1 - Son : mono
- Genre : Drame
- Durée : 90 minutes
- Date de sortie :
  - États-Unis : 23 janvier 1935
- Affiche : Jacques Bonneaud (France)

## Distribution
- Paul Muni : Johnny Ramirez
- Bette Davis : Marie Roark
- Eugene Pallette : Charles "Charlie" Roark
- Margaret Lindsay : Dale Elwell
- Gavin Gordon : Brook Manville
- Robert Barrat : le prêtre
- Soledad Jiménez : la mère de Johnny
- Hobart Cavanaugh : Harry
- William B. Davidson : "doc" Carter
- Arthur Stone : Manuel Diego
- Vivian Tobin : Mme Garner

Et, parmi les acteurs non crédités :
- Chris-Pin Martin : José
- Frank Puglia : le commissaire de police au Mexique
- George Regas : Guillermo, le bijoutier au Mexique
- Arthur Treacher : Roberts, le majordome de Dale Elwell

## Autour du film
- Bien qu'il ne soit pas à proprement parler un remake (puisqu'adapté d'un roman différent), le film Une femme dangereuse (1940) présente dans son intrigue de nombreux éléments et scènes similaires.